# Blackburnium angulicorne
Blackburnium angulicorne es una especie de coleóptero de la familia Geotrupidae.

## Subespecies
- Blackburnium angulicorne angulicorne (Macleay, 1873)

= Bolboceras angulicorne Macleay, 1873
- Blackburnium angulicorne convexicolle Howden, 1979

## Distribución geográfica
Habita en Australia.